# Адиле-султан
Адиле́-султа́н (тур. Âdile Sultan; 23 мая/1 июня 1826 года, Стамбул — 12 февраля 1899 года, там же) — дочь османского султана Махмуда II от Зернигар Кадын-эфенди, жена великого визиря Мехмеда Али-паши, поэтесса.
Адиле рано потеряла мать и воспитывалась мачехой Невфидан Кадын-эфенди. После смерти султана Махмуда II заботу о сестре взял на себя Абдул-Меджид I, который выдал Адиле замуж за маршала Топхане Мехмеда Али-пашу. Мехмед Али был старше Адиле-султан и уже имел по меньшей мере одного ребёнка от первого брака. Благодаря браку с Адиле-султан Мехмед Али-паша стал быстро продвигаться по службе. Супружеская жизнь Адиле в целом была счастливой и омрачался лишь смертью всех детей пары и любовными увлечениями Мехмеда Али-паши. Овдовев и потеряв дочь Хайрие Ханым-сутан, Адиле увлеклась суфизмом и посвятила себя благотворительности. Кроме того, она писала стихи, посвящённые семье и религии, а также издала диван султана Сулеймана I, писавшего под махласом Мухибби. Адиле умерла в своём дворце в Фындыклы и была похоронена рядом с мужем и детьми.

## Биография

### Происхождение и ранние годы
Адиле-султан родилась в Стамбуле по разным данным 23 мая или 1 июня 1826 года и была дочерью османского султана Махмуда II. Матерью девочки была Зернигар-ханым — воспитанница Эсмы-султан, ставшая четвёртой женой султана Махмуда. В «Истории Лютфи» османского историка Хафыз Ахмета Лютфи в главе, посвящённой Адиле-султан, указано, что «в пятнадцатый день месяца шавваль сорок первого года у благословенной матери родилась дочь по имени Адиле-султан»; сообщается, что во все части страны были разосланы приказы провести трёхдневный праздник, сопровождаемый стрельбой из пушек. В архивах музея-дворца Топкапы сохранился список расходов, связанных с рождением Адиле-султан. Имя девочки стало отсылкой к махласу Адлы́, который носил её отец-султан. Через три недели после рождения Адиле в Стамбуле произошли последние события, связанные с «восстанием слуг» и закрытием корпуса Капыкулу (Вака-и Хайрие).
У Адиле-султан было больше тридцати братьев и сестёр, однако достоверно неизвестно приходился ли кто-то из них ей полнородным. Мать Адиле умерла от туберкулёза, когда девочке было по разным данным 4 года или 6 лет. После смерти матери воспитанием Адиле занялась одна из жён её отца — Невфидан Кадын-эфенди, у которой не было своих выживших детей и которая воспитывала Адиле как родную дочь. Когда Адиле было тринадцать лет, от туберкулёза умер её отец; новый султаном стал единокровный старший брат девочки Абдул-Меджид I, который взял на себя обязанности по воспитанию и образованию Адиле-султан.
Адиле получила хорошее дворцовое образование: она брала уроки религии, литературы и музыки у частных учителей, а также изучала каллиграфию под руководством Эбубекира Мюмтаза-эфенди.

### Брак
Когда Адиле-султан исполнилось по разным данным девятнадцать или двадцать лет, Абдул-Меджид I принял решение выдать её замуж за маршала Топхане Мехмеда Али-пашу. Паша был старше Адиле-султан примерно на тринадцать лет, уже был женат и имел по меньшей мере одного ребёнка — сына Махмуда Эдхема. В «Истории Лютфи» говорится, что когда султан счёл Мехмеда Али-пашу подходящим женихом для своей сестры, пашу вызвали в султанский дворец и сообщили о предстоящем браке, а султанский приказ относительно этого решения был отправлен в Бабыали через главного писаря Хамди-бея.
Нихат Азамат, автор статьи об Адиле в Исламской энциклопедии, писал, что никах был заключён 28 апреля 1845 года, свадебные торжества же состоялись в феврале следующего года и длились неделю. Сакаоглу писал, что брак был заключён в покоях плаща Пророка дворца Топкапы 27 апреля 1845 года. В то же время османист Энтони Олдерсон указывал 12 июня 1845 года датой заключения брака; Улучай указал ту же дату, отметив также, что торжества длились 7 дней в квартале Хайдарпаша. Азамат отмечал, что свадьба Адиле стала одним из самых интересных событий при османском дворе в XIX веке. Об том же писал и Сакаоглу, ссылаясь на труд Хафыз Ахмета Лютфи. Лютфи так писал о свадьбе Адиле: «Свадьба, которая началась 7 июня и продолжалась неделю, была организована очень тщательно и пышно на площади Хайдарпаша в Ускюдаре. Были сделаны все возможные приготовления к свадьбе; был установлен шатёр перед дворцом султана для гостей, послов и поверенных в делах в Стамбуле и их жён. Гости были приняты с подарками султаном и всем им были поданы закуски. В день прибытия послов все, кто наблюдал за воздушным шаром, которым управлял воздухоплаватель Комаски, был счастлив. В дополнение ко всем видам развлечений днём и ночью в течение недели во всех дворцах и императорских зданиях, а также в ялы по обе стороны Босфора были развешены лампы, освещавшие морскую гладь. В четверг, 7-го числа месяца сурун [13 июня], Адиле-султан была вывезена из [бывшего] прибрежного дворца Бейлербейи на лодке и доставлена во дворец Нешатабад в сопровождении пышной процессии, организованной по морю. В тот день в Стамбуле и провинциях были присвоены многочисленные звания и награды, а также помилованы и освобождены мелкие преступники».
Для проживания супругам был выделен дворец Нешатабад в Фындыклы. Приданое Адиле-султан и обстановка для Нешатабада состояли более, чем из 30 карго, каждый из которых обошёлся в 100 тысяч акче. Приданое включало сотни предметов: от украшений с бриллиантами, изумрудами, рубинами и жемчугом до одежды, постельного белья, ценных тканей и хрусталя и обошлось казне в 3 миллиона 32 тысячи 519,5 курушей. Помимо Нешатабада время от времени супруги проживали в прибрежном особняке Эсмы-султан в Куручешме и во дворцах Кягытхане, Чыраган, Валидебагы и Кандилли. Лейла Саз вспоминала, что в замужестве Адиле жила в роскоши; увлекаясь музыкой, она держала в своём дворце две группы сазистов, игравших музыку в турецком и европейском стилях. Летом 1866 года Адиле-султан устроила в прибрежном дворце в Куручешме роскошный приём в честь хедива Египта Исмаила-паши; именно во время этого приёма султан Абдул-Азиз познакомился с дочерью хедива Тавхидой Ханум и поскольку он не мог взять её в свой гарем в качестве наложницы, султан завёл переговоры о браке, который, впрочем, так и не состоялся.
История брака Адиле и Мехмеда Али со временем стала основой для городской легенды. Согласно этой легенде, Мехмед Али-паша в детстве был очень красив и даже носил прозвище «Красавчик Сандыкчи», а Адиле влюбилась в него, когда однажды проходила через базар; отец султанши Махмуд II или её старший брат Абдул-Меджид забрал юношу в Эндерун, где Мехмед Али получил образование, а затем стал продвигаться по службе и стал кандидатом в мужья Адиле-султан. Сакаоглу отмечал, что эта легенда имеет мало общего с реальностью, поскольку Мехмед Али-паша был старше Адиле-султан на 13 лет или больше. В то же время, Сакаоглу писал, что именно благодаря жене генерал-лейтенант Мехмед Али-паша, сын Омера-аги из рода Хемшинли Хаджиалиогуллары, влился в ряды важнейших государственных деятелей времён правления Абдул-Меджида: в год свадьбы Мехмед Али стал капуданом-пашой, в 1848 году он стал сераскером, в 1851 году — капуданом во второй раз, в 1852 году — великим визирем, а в 1853 году — сераскером во второй раз. Ахмед Джевдет-паша писал, что Адиле спасла мужа от гнева султана, когда против Мехмеда Али выступил могущественный Мустафа Решид-паша, обвинивший зятя султана в подстрекательстве к военному бунту; благодаря заступничеству жены Мехмед Али-паша не был казнён, а лишь сослан в Кастамону, а позже и вовсе Мехмед Али-паша был прощён и возвращён на прежнюю должность капудана-паши. В 1857 году Абдул-Меджид принял решение выдать замуж одну из своих дочерей — Рефию-султан; в мужья ей султан выбрал Махмуда Эдхема-пашу, сына Мехмеда Али-паши от первого брака. Свадьба Рефии и Махмуда Эдхема состоялась в том же 1857 году и укрепила связь Адиле и Мехмеда Али с султаном Абдул-Меджидом I. Однако вскоре Абдул-Меджид, разгневанный поведением и расточительным образом жизни Мехмеда Али-паши, приехал в Блистательную Порту, вызвал к себе своего зятя и бросил ему в лицо обвинение в предательстве.
Когда в 1861 году султаном стал Абдул-Азиз, Мехмед Али-паша занял пост маршала дворца. Ахмед Джевдет-паша писал, что в день джюлюса Мехмед Али-паша вёл себя так, словно это он возвёл брата жены на трон; у паши были авторитарные взгляды, как будто он стал регентом султаната, он занял должность заместителя секретаря султана и стал большую часть времени проводить во дворце — в том числе и ночью. Абдул-Азиз же считал, что его зять был из тех людей, которые уничтожили его отца и брата. Тем не менее, хотя в 1863 году он был отстранён от должности, в 1866 году Мехмед Али вновь занял пост капудана-паши. Когда в 1867 году должность капудана-паши была упразднена и взамен ей было создано министерство военно-морского флота, Мехмед-Али паша остался не у дел. Мехмед Али-паша умер в следующем или в 1869 году, будучи членом Меджалис-и Алие.
Брак Адиле-султан и Мехмеда Али-паши продлился 23 года. Сакаоглу писал, что хотя в целом брак был счастливым, жизнь Адиле омрачалась смертью троих из четверых совместных детей, когда они были младенцами, и дочери Хайрие Ханым-султан, которая недавно вышла замуж и скончалась вслед за отцом. Кроме того, паша был большим любителем женщин, что причиняло немало страданий Адиле-султан. Сакаоглу писал, что ходили истории о том, как Адиле следила за мужем и поймала его «с поличным». В своей статье «Исключительная принцесса в турецком дворце — Адиле-султан» Элиф Наджи приводит со слов служанок Адиле две истории того, как Адиле поймала Мехмеда Али-пашу на измене и флирте с другими женщинами. Согласно первой из них, однажды, когда Адиле направлялась в Хырка-и Шериф с одной своей калфой, она остановилась перед перед особняком, который Мехмед Али-паша обставил для своей любовницы, и постучала в дверь; молодой женщине, открывшей дверь, Адиле сказала, что хочет совершить омовение, и её пригласили войти, а во время беседы после омовения госпожа поблагодарила женщину за гостеприимство и спросила её о супруге, на что женщина назвала имя Мехмеда Али; Адиле-султан не стала таить злобы на эту женщину и ответила лишь, что Мехмеду Али повезло иметь такую жену как эта женщина. Вторая история была связана с тем, что паша любил останавливаться в парках и других местах отдыха и флиртовал с женщинами: Адиле, зная об этом пристрастии супруга, взяла наёмный экипаж, прикрыла лицо веером и стала флиртовать с Мехмедом Али, который, так и не узнав жену, по существовавшей тогда традиции отдал понравившейся женщине свой платок, а вечером, вернувшись домой, он обнаружил этот платок на подушке рядом со спящей женой. Вместе с тем, Улучай писал, что брак был счастливым: Адиле любила мужа и Мехмед Али любил Адиле.

### Вдовство, последние годы и смерть
Улучай писал, что сразу после смерти мужа и дочери Адиле удалилась в свой дом, отказалась от выходов в свет, много молилась и помогала бедным. Лейла Саз, часто бывавшая в доме Адиле, писала, что смерть сразу двоих близких людей сломила султаншу, которая «не хотела быть занята ничем другим, кроме добрых дел». Сакаоглу писал, что спустя некоторое время Адиле всё же стала появляться в окружении дворцовых женщин и женщин из султанской семьи на различных мероприятиях и в местах отдыха; Сакаоглу отмечал, что в этих выходах в свет Адиле-султан искала утешения. Сакаоглу писал, что хотя это и было неосознанно, Адиле заставила дворец привыкнуть к нововведениям Танзимата, благодаря чему она стала пионером открытия женщин гарема внешнему миру. Городские женщины, которым ранее было запрещено выходить из дома, переняли такие привычки, как поездки по Босфору, посещение набережной и мест отдыха, беря пример с Адиле-султан и дворцовых женщин. Хотя поведение Адиле вызывало негативную реакцию в консервативных кругах, репутация султанши, славившейся религиозностью и благими делами, не позволяла высказываться открыто. Благодаря стараниям Адиле на празднования Рамадана помимо государственных деятелей стали приглашаться султан-эфенди, ханым-эфенди, дамы государства и жёны послов; для женщин устанавливались столы на другой стороне залы, отделённой перегородкой от мужской части. Адиле открыла свои дворцы и особняки для музыкантов, писателей и политиков, собирая на встречи уважаемых людей из религиозных учёных кругов и тарикатов; в доме Адиле гостям подавались самые изысканные блюда, она позволяла женщинам слушать турецкую музыку и проводила концерты в западном стиле.
Последние годы своей жизни Адиле стала крайне религиозна. Она принимала в своём дворце в Кандилли, особняке Валидебагы в Кючюкчамлыдже, ялы Эсмы-султан в Куручешме и во дворце Фындыклы знатоков Корана, шейхов и улемов. Особую привязанность Адиле испытывала к Али-эфенди, шейху текке Бала тариката Накшбандия в Силиврикапы; она отремонтировал помещение текке, часто посещала зияраты, поклонялась святыням и активно интересовалась суфизмом.
Когда Адиле-султан в последний раз прибыла в султанский дворец Йылдыз, чтобы навестить своего племянника султана Абдул-Хамида II, её встретили церемонией, которой встречали султанов, и гимном, исполненным имперским оркестром.
Адиле-султан умерла в своём дворце в Фындыклы 12 февраля 1899 года. Согласно последней воле Адиле-султан, джаназа-намаз был прочитан в мечети Султана Эйюпа, затем она была похоронена рядом со своим мужем Мехмедом Али-пашой и их детьми в мавзолее Хюсрева-паши в Эюпе. Адиле пережила всех своих братьев и сестёр.
Сакаоглу отмечал, что, несмотря на то, что Адиле умерла только в конце XIX века, не сохранилось ни одной её фотографии. Однако описание внешности султанши дала в своих мемуарах её внучатая племянница Айше-султан, видевшая Адиле в конце её жизни. Айше писала: «Было очевидно, что лицо её было очень красивым. Она была изящной, среднего роста, с каштановыми волосами и каре-голубыми глазами, имела манеры и поведением, которые отражали её благородное происхождение. Её наряд был полностью турецким: она носила четырёхюбочный халат из тяжёлой ткани, тапочки на ногах и шаль вокруг талии. Она завязывала пояс, надевал поверх этого халата жакет с длинными рукавами, называемый сальта, надевал что-то вроде фески на голову, покрывала её платком-йемени из расшитого шёлка и надевала драгоценные булавки из изумрудов и гранатов, одна из которых была большой, а две по бокам в форме маленьких роз. Она не носила никаких других драгоценностей или украшений».

## Потомство
Нихат Азамат и Энтони Олдерсон указали только одного ребёнка Адиле — дочь Хайрие Ханым-султан. Недждет Сакаоглу и Чагатай Улучай писали, что у супругов было четверо детей, трое из которых умерли в младенчестве: Хайрие Ханым-султан, Сыдыка Ханым-султан, Алие Ханым-султан и султанзаде Исмаил-бей. Все дети Адиле были похоронены рядом с их отцом Мехмедом Али-пашой, где позднее упокоилась и сама Адиле.
Олдерсон писал, что 10 июня 1865 года состоялась помолвка Хайрие и сына Гани Мехмеда-паши (ум. 1885) Ахмеда Рыфат-бея (1844—1891), однако брак так и не был заключён. В апреле 1867 года Хайрие Ханым-султан вышла замуж за Ишкодралызаде Али Рызу-бея (ум. 1898), сына Мустафы Шерифа-паши, в браке с которым приблизительно в 1868 году родила сына Джелаледдина, который, в свою очередь, был женат на дочери султана Абдул-Хамида II Наиме-султан. Османский историк Сюрея Мехмед-бей писал, что брак Хайрие с Али Рызой состоялся в апреле 1866 года. Азамат указал только брак Хайрие с Али Рызой. Согласно Олдерсону и Сюрее, Хайрие скончалась 26 июля 1869 года.

## Поэзия Адиле
Нихат Азамат писал, что большая часть стихотворений Адиле-султан носит религиозно-суфийский характер. В дополнение к религиозным поэмам, состоящим из мюнаджатов, на'тов, мерсие, восхвалений Ахль аль-Байт, сподвижников и основателей ордена, Адиле писала поэмы, посвящённые отцу, мужу, дочери, братьям и сёстрам, и эти поэмы занимали особое место в её диване. Азамат отмечал, что хотя в работах Адиле есть несколько отличных отрывков, в частности «Тахассюрнаме» и «Ифтиракнаме», которые она посвятила членам династии, умершим до её рождения, Адиле нельзя назвать очень успешным поэтом, особенно по сравнению с другими османскими поэтессами, такими как Фытнат-ханым и Лейлой-ханым. Он также писал, что в стихах Адиле-султан заметны ошибки в рифме и размере. Сакаоглу подтверждал, что критики не считали стихи Адиле удачными, однако Сакаоглу, как и Улучай, отмечал, что Адиле стала единственной дочерью султана, создавшей собственный классический диван. Кроме того, она издала диван Мухибби.
Рукописи дивана Адиле-султан хранятся в нескольких библиотеках, две копии находятся в библиотеке Стамбульского университета и архиве дворца-музея Топкапы.

## Личность и благотворительность
Улучай отмечал, что Адиле была чувствительной натурой. В более зрелые годы Адиле приобрела авторитарный характер и не скрывала этого. Помимо отца она застала правление трёх султанов, двое из которых приходились ей единокровными братьями и один племянником; у всех них Адиле пользовалась большим уважением и могла говорить с ними со всей прямотой. Абдул-Азизу она заявляла, что если бы была мужчиной, то именно она бы стала султаном; Абдул-Хамида II она часто упрекала в том, что он не следует её советам. Тем не менее, именно Абдул-Хамида II она любила больше всего, называя его своим сыном, приветствовала его со всем уважением, лично подавала ему кофе и наргиле. Адиле не навещала племянника в дни религиозных праздников, но приезжала к нему в другие дни. Писатель и журналист Сермет Мухтар Алус отмечал, что в последние годы своей жизни Адиле-султан стала очень закрытой и избегала внимания общества.
Адиле-султан была известна набожностью и благотворительной деятельностью. В период с 1851 по 1892 год Адиле создала четырнадцать вакфов, учредительные документы которых хранятся в библиотеке Стамбульского университета. Этим фондам Адиле пожертвовала своё состояние, включая принадлежавшую ей недвижимость, в число которой входили земельные участки, магазины, особняки, летние дворцы, виноградники и фермы. Среди благотворительных проектов Алиле-султан были ремонт пересохших фонтанов-чешме, молитвенной залы и мектеба в Арабской мечети, чешме Галатском Мевлевихане и Дудуллу, цистерны в дергяхе Сейида Низамеддина и цистерны матери Адиле Зернигар при дергяхе Бедеви в Бейлербейи и мектебов в различных общинах Стамбула, помощь в получении образования детям из бедных семей и лечении больных; кроме того, она готовила приданое невестам из бедных семей и готовила ашуре в казанах и раздавала её во время месяца Мухаррама. После смерти Адиле её дворец Кандилли был превращён в женскую среднюю школу, а особняк и роща в Кошуйолу были превращены в профилакторий для учителей.

## Комментарии
1. ↑  Книга Джейб-и Хюмаюн, № 4/2472[6].
2. ↑  Турецкие историки Недждет Сакаоглу и Чагатай Улучай писали, что Зернигар умерла в 1830 году[8][9], тогда как османист Энтони Олдерсон указал датой смерти матери Адиле 1832 год[2], османский историк Сюрея Мехмед-бей — 1832/1833 год[10], а Нихат Азамат, автор статьи об Адиле в Исламской энциклопедии, писал, что Зернигар умерла вскоре после родов[4].
3. ↑  На месте дворца позднее расположилось здание университета Мимара Синана[6].
4. ↑  Великий визирь Кечеджизаде Мехмед Эмин Фуад-паша выступил против этого брака[22][23].
5. ↑  Олдерсон писал, что Хайрие умерла в первую годовщину смерти отца — 26 июля 1869 года[2].
6. ↑  Под этим махласом писал султан Сулейман I[35].